# Вышибалы (спорт)
Вышибалы (доджбол) — динамичная игра с мячом. Рассчитана на несколько человек.

## Описание
Играют три человека и возможно больше. Из них один водящий и двое вышибающих (вышибал). Игровое поле, длиной приблизительно 8-10 метров, очерчено с двух сторон линиями, за которыми стоят вышибалы, а водящий внутри поля, либо проще: вышибалы встают примерно в 5-10 метрах друг от друга, а водящий между ними.
Цель игры: попасть по водящему с помощью мяча (вышибить его).
Водящий может ловить мяч (свечки) до того, как тот ударится о землю.
Играть можно как на улице, так и в закрытом спортивном помещении.

## Правила игры для троих игроков
- Игроки договариваются о расстоянии между вышибалами и чертят линии, ближе которых вышибалам нельзя подходить друг к другу — чем больше расстояние, тем труднее вышибать и легче уворачиваться от мяча.
- Водящий находится между вышибал.
- Вышибалы стараются попасть и «вышибить» его.
- Тот, кто вышиб водящего, встает на его место, а бывший водящий становится вышибалой.
- Пойманная свечка используется как дополнительная жизнь (необходимо попасть ещё раз, чтобы снять свечку).
- Также вышибала может стоять за скамейкой и вышибать водящего с поля.

## Правила игры при количестве игроков больше трёх (две команды)
- Игроки разделяются на две команды: вышибающих и водящих.
- Игроки договариваются о расстоянии между вышибалами и чертят линии, ближе которых им нельзя подходить друг к другу — чем больше расстояние, тем труднее вышибать и легче уворачиваться от мяча.
- Команда окружена командой вышибал.
- С помощью мяча вышибалы стараются вышибить водящих.
- Выбитые игроки уходят с поля, пока не будут выбиты все игроки команды, при этом из рук вышибалы может быть поймана «свечка». Поймавший «свечку» имеет возможность либо взять дополнительную жизнь, либо вернуть обратно одного из ранее выбитых.
- Когда остаётся последний водящий, он должен увернуться от мяча столько раз, сколько ему полных лет. Если он увернулся удачно, то вся команда заходит обратно и начинается всё с начала. Иначе команды меняются местами.

## Правила игры при количестве игроков больше трёх (без команд)
- Выбираются два вышибалы, все остальные игроки
- Игроки договариваются о расстоянии между вышибалами и чертят линии, ближе которых им нельзя подходить друг к другу — чем больше расстояние, тем труднее вышибать и легче уворачиваться от мяча.
- С помощью мяча вышибалы стараются вышибить водящих используя как обычные броски так и «Особые броски».
- Выбитые игроки уходят с поля в зону ожидания
- Игроки на поле могут поймать мяч от рук вышибалы (не от земли) «свечка». Поймавший «свечку» получает «шкурку» которую может потратить на себя и остаться на поле если его выбили, или вернуть на поле из зоны ожидания ранее выбитого игрока. Шкурка при этом сгорает.
- Когда остается последний игрок, он должен увернуться от мяча столько раз, сколько ему полных лет. При этом вышибалы могут использовать только простые броски. Если он увернулся удачно, то вся команда заходит обратно и игра продолжается. Иначе тот кого выбили первым и последним становятся вышибалами.

## Особые броски
Прежде всего нужно помнить, что любое нарушение правил этих бросков делает водящего вышибалой.
- «Картошка» — бросок подобен броску шара в боулинге, мяч должен прокатиться по игровому полю. При выкрике «Картошка!» водящие должны встать строем один за другим раздвинув ноги так чтобы мяч мог свободно прокатиться под ногами игроков в центре. Иногда этот бросок называют «Ручеёк».
- «Гнилая Картошка» — бросок подобен броску шара в боулинге, мяч должен прокатиться по игровому полю. При выкрике «Гнилая Картошка!» водящие не должны пропускать мяч у себя между ног и могут свободно перемещаться по игровому полю уворачиваясь от броска. Иногда этот бросок называют «Гнилой Ручеёк».
- «Вишня» — бросок подобен броску шара в боулинге, мяч должен прокатиться по игровому полю. При выкрике «Вишня!» водящие должны встать шеренгой один за другим на четвереньки опираясь на ступни ног и кисти рук так чтобы мяч мог свободно прокатиться под телом игроков в центре.
- «Капуста» — бросок подобен броску шара в боулинге, мяч должен прокатиться по игровому полю. При выкрике «Капуста!» водящие должны три раза обежать вокруг мяча пока он катится через игровое поле.
- «Солдатик» — бросок подобен броску шара в боулинге, мяч должен прокатиться по игровому полю. При выкрике «Солдатик!» водящие должны полностью перестать двигаться и замереть встав на одну ногу поджав вторую ногу в колене под себя.
- «Салют» — бросок вверх свечой, мяч должен пролететь над головами водящих падая на них сверху. При выкрике «Салют!» водящие должны крикнуть «Ура!».
- «Бомба» — бросок вверх свечой, мяч должен пролететь над головами водящих падая на них сверху. При выкрике «Бомба!» водящие должны сесть на корточки. Бомбу нельзя ловить.
- «Граната» — бросок вроде обычного, мяч должен пролететь над игровым полем. При выкрике «Граната!» водящие должны перестать передвигаться по игровому полю и двигать ногами.
- «Машинка» — при выкрике «Машинка!» вышибала ставит мяч на землю около себя, игроки должны обежать его кругом. Как только последний игрок пробежал вышибала быстро берет мяч и пытается выбить игроков.
- «Апельсин» — при выкрике «Апельсин!» вышибала держит мяч на вытянутых руках, каждый игрок должен дотронуться до мяча. Как только последний игрок дотронулся вышибала пытается выбить игроков.
- «Семейное фото» — бросок за спину не глядя. При выкрике «Семейное фото!» вышибала встает спиной к игрокам, в это время игроки встают рядом с друг другом образуя при этом «семейное фото». Вышибала кидает мяч не глядя на игроков, игрокам нельзя двигаться.
- «Козёл» — бросок с отскоком от игрового поля. При выкрике «Козёл!» вышибала запускает мяч ударом об землю чтоб он пропрыгал по всему игровому полю. Игроки должны перепрыгнуть мяч как в игре «Лягушка», иногда так и называют этот бросок.
- «Свеча» — это подарок игрокам. Мяч бросается высоко в небо как при броске «Бомба» но игрокам можно спокойно передвигаться по полю и ловить мяч.